# Baeckeoffe
Baeckeoffe és un plat estofat de cocció lenta típic d'Alsàcia. En alsacià, Baeckeoffe significa «forn del forner». Es tracta d'una barreja de patates tallades a rodanxes, ceba, xai, vedella i porc que s'ha marinat durant la nit amb vi blanc i baies de ginebró que es cuina a poc a poc en una cassola de ceràmica. El porro, la farigola, el julivert, l'all, la pastanaga i el marduix són altres ingredients que s'afegeixen sovint per donar sabor.

## Història
Tradicionalment, les dones preparaven aquest guisat el dissabte al vespre i el deixaven cuinar al forn de pa que es refredava gradualment mantenint l'escalfor el diumenge mentre assistien als oficis de l'església luterana. A la tornada de l'església, les dones recollien la seva cassola i una barra de pa. Això va proporcionar un àpat als alsacians que respectaven les estrictes regles luteranes del dissabte.
Una altra versió de l'origen d'aquest plat és que les dones alsacianes feien la bugada els dilluns i, com que no tenien temps de cuinar, deixaven les cassoles al forner el dilluns al matí mentre feien la bugada i aquest segellava la cassola amb massa de pa. Quan els infants tornaven a casa de l'escola recollien la cassola al forner i la portaven a casa. Aquesta versió de la història possiblement és més a prop de la realitat, ja que els forns sovint tancaven els diumenges.